# Bereederung
Unter Bereederung versteht man die technische und kaufmännische Betriebsführung von Seeschiffen. Der Eigentümer des Schiffes (Reeder) kann die Bereederung einem Dienstleister übertragen. In diesem Fall nennt man den beauftragten Dienstleister Vertragsreeder oder Schiffsmanager.
Die übertragenen Aufgaben sowie Pflichten, Vergütung, Haftungsfragen und sonstige wesentliche Punkte werden im Bereederungsvertrag geregelt. Als Grundlage können Musterverträge dienen, wie sie z. B. die BIMCO herausgegeben hat.

## Aufgaben des Vertragsreeders
Zu den typischen Aufgaben des Vertragsreeders zählen:
- die Sorge, dass das Schiff ordnungsgemäß bemannt, seetüchtig und ladefähig ist
- Einkauf von Bunker (Treibstoff), Schmierölen und Ersatzteilen
- Proviant und sonstiger Schiffsbedarf
- Vorbereitung von Dockungen, Reparaturen und Klassearbeiten
- Abschluss der üblichen Versicherungen des Schiffes und Abrechnung von Schadensfällen
- Steuerung und Umsetzung des operativen Einsatzes
- Vercharterung des Schiffes an andere Unternehmen
- Befrachtung des Schiffes
- Abrechnung der Reiseaufträge oder Erstellung der Charterrechnungen
- Aufstellen der erwarteten Schiffsbetriebskosten (Jahresbudget)
- Berichtswesen für den Eigentümer (Zustand des Schiffes, Soll/Ist-Vergleichsrechnungen, Abrechnung von Dockungskosten etc.)
- Behebung von Störfällen, Abrechnung von Off-hire-Zeiten

## Verhältnis zwischen Vertragsreeder und Eigentümer
Der Vertragsreeder führt alle Tätigkeiten im Namen und für Rechnung des Eigentümers aus. Daher trägt der Vertragsreeder üblicherweise kein Risiko hinsichtlich der Höhe der Schiffsbetriebskosten. Ferner hält ihn der Eigentümer in der Regel von allen Ansprüchen Dritter aus seiner Tätigkeit frei, sofern der Vertragsreeder innerhalb seines Aufgabengebietes und mit der erforderlichen Sorgfalt tätig geworden ist. 
Für seine Tätigkeit erhält er die vertraglich vereinbarte Vergütung (meist in Prozent der Einnahmen des Schiffes oder in US-Dollar pro Tag). Ob die vereinbarte Vergütung seine Kosten deckt, ist sein Geschäftsrisiko. Die Haftung des Vertragsreeders wird im Regelfall vertraglich auf das 10fache der jährlichen Bereederungsgebühr beschränkt.